# Biuku Tanjung
Biuku Tanjung is een bestuurslaag in het regentschap Merangin van de provincie Jambi, Indonesië. Biuku Tanjung telt 1578 inwoners (volkstelling 2010).